# Narodowa Organizacja Bojowa
Narodowa Organizacja Bojowa (NOB) – polska organizacja konspiracyjna obozu narodowego działająca w latach 1939–1941 na terenach wcielonych do III Rzeszy.

## Zarys historyczny
16 listopada 1939 r. w Poznaniu przedwojenni działacze Stronnictwa Narodowego utworzyli organizację wojskową bazującą na przedwojennych strukturach SN. Podlegała ona politycznie Komendzie Dzielnicy Zachodniej SN. Komendantem NOB został Antoni Wolniewicz ps. „Marian”, „Znicz”, „Bałt”, „Mróz”, a jego zastępcami ppor. rez. Stefan Chojnacki ps. „Grom” i kpt. rez. Antoni Popiela ps. „Mahoń”. Sprawy finansowe organizacji powierzono Bolesławowi Koterasowi, gospodarcze Józefowi Przybyle, organizacyjno-planistyczne Jerzemu Kurpiszowi ps. „Orlik”, a propagandy Zenonowi Ciemniejewskiemu ps. „Modrzew” (późniejszy agent Gestapo), Marianowi Frankowskiemu i Albinowi Smolanowiczowi. W początkowym okresie istnienia NOB występowała także pod nazwami Obrona Polski i Obrońcy Polski. Jej działalność objęła cały obszar Ziem Zachodnich wcielonych do Rzeszy, w tym głównie Wielkopolskę, gdzie istniały bardzo silne wpływy narodowe.
W grudniu 1939 r. Komendant NOB A. Wolniewicz wyjechał do Warszawy, aby poinformować prezesa SN Mieczysława Trajdosa o utworzeniu organizacji i odebrać wytyczne do dalszej działalności. Prezes SN wraz z Komendantem Głównym Organizacji Wojskowej (przyszłej Narodowej Organizacji Wojskowej) por. rez. Bolesławem Kozubowskim zaaprobowali fakt powstania NOB i podporządkowali ją Organizacji Wojskowej jako jej autonomiczną część dla ziem polskich wcielonych do Rzeszy. W rezultacie A. Wolniewicz został także zaprzysiężony na prezesa wielkopolskiego SN, otrzymując zarazem zadanie nawiązania kontaktu z pozostałymi strukturami na ziemiach wcielonych, przejęcia nad nimi nadzoru i koordynacji ich działań.
Na początku 1940 r. w skład NOB weszła, zachowując odrębność, Organizacja Jedności Narodowej, na czele której stał przedwojenny działacz SN por. Antoni Strzelczyk ps. „Kazik”, „Kazimierz” i mjr Tomasz Stengert ps. „Siwy” jako komendant wojskowy, a wśród jej członków byli m.in. Antoni Lutosławski, ks. Julian Mirochna, Marian Karnage, ks. Stanisław Zaborowicz. OJN wydawała pisma „Jedność Narodowa” i „Armia Narodowa” (drukowane na terenie klasztoru Franciszkanów w Kaliszu, wyd. ks. J. Mirochna). Działała na obszarze powiatów: kaliskiego, kępińskiego, konińskiego,  kolskiego, ostrowskiego i tureckiego.
W maju 1940 r. ukształtowało się kierownictwo Komendy Dzielnicy Zachodniej SN oraz NOB. Do Komendy Dzielnicy weszli: 
- dr Stefan Piotrowski – doradca ds. politycznych,
- Hieronim Szybowicz – kierownik Wydziału Administracyjnego,
- Józefat Sikorski – kierownik Wydziału Gospodarczego,
- Marian Frankowski – kierownik Wydziału Propagandy,
- Jerzy Kurpisz – kierownik Wydziału Graficznego,
- Bolesław Koteras – szef finansów,
- ks. Julian Mirochna – kierownik Wydziału Opieki Społecznej oraz
- mjr Tomasz Stengert jako doradca wojskowy.

1 września 1940 r. wprowadzono regulamin organizacyjny NOB, na podstawie którego była to jednolita organizacja o charakterze wojskowym, politycznym i społecznym, oparta na idei narodowej wywodzącej się z Ruchu Wszechpolskiego. Jej głównym celem była wielokierunkowa walka o wyzwolenie Polski oraz samoobrona społeczeństwa, jego wychowanie według idei narodowej, z potępieniem partyjniactwa, komunizmu, socjalizmu i sanacji, w celu stworzenia Wielkiej Polski Narodowo-Katolickiej. Organem wykonawczym NOB był sztab, w którym istniał podział na pion wojskowy i cywilno-polityczny. W skład pionu wojskowego (z podziałem na grupy bojowe i zabezpieczające), zwanego sztabem wojskowym, wchodzili: szef wojskowy, szef policji, szef wywiadu i szef łączności konspiracyjnej. Pion cywilny, zwany sztabem cywilnym, tworzyli: szef spraw społeczno-politycznych, szef administracji, szef propagandy i szef gospodarczo-administracyjny. Podobną strukturę przewidywano dla jednostek podległych sztabowi Komendy Dzielnicy Zachodniej. Podział terenowy przewidywał istnienie Okręgów (na bazie województw sprzed wybuchu wojny obronnej 1939 r.), Rejonów (na które miały składać się 3–5 powiatów i miasto Poznań), Komend Powiatowych, Gmin i Piątek.
NOB osiągnęła prawdopodobnie stan 30–35 tys. członków, z tego 1/3 na terenie Poznania. Pomimo niechęci do ZWZ w praktyce dochodziło do współpracy między obu organizacjami, np. grupa sabotażowa NOB pod dowództwem Antoniego Kopaczewskiego współdziałała z poznańskim Związkiem Odwetu ZWZ.
Na pocz. grudnia 1940 r. Gestapo przeprowadziło liczne aresztowania dużej części kadry dowódczej i szeregowych członków NOB. Trwały one do grudnia 1941 r. i doprowadziły także do rozbicia kierownictwa konspiracyjnego Zarządu Głównego SN w Warszawie. W lutym 1941 r. podjęta została przez ks. J. Mirochnę jako pełnomocnika SN do rekonstrukcji konspiracji poznańskiej próba odbudowy organizacji w Poznaniu, ale w marcu tego roku Gestapo rozbiło nową strukturę NOB. W latach 1942–1943 odbudowę konspiracji narodowej na terenie Wielkopolski podjęła Narodowa Organizacja Wojskowa.

## Struktura terenowa
Utworzono następujące Okręgi: Poznański, Śląski, Pomorski, Łódzki i Włocławski, który jednak prawdopodobnie nie usamodzielnił się.
- Rejon nr 1: Poznań-miasto – por. rez. Stefan Chojnacki ps. „Grom”
- Rejon nr 2: Leszno, Rawicz, Gostyń – Jerzy Kurpisz ps. „Orlik”
- Rejon nr 3: Śrem, Kościan, Wolsztyn, Nowy Tomyśl – Zenon Ciemniejewski ps. „Lipa”, „Modrzew” (agent gestapo ps. "Aleks", który doprowadził do dekonspiracji i rozbicia wielkopolskich struktur NOB)
- Rejon nr 4: Ostrów Wielkopolski, Jarocin, Krotoszyn, Kępno – ppor. Ludwik Nowak, następnie Władysław Grządzielski
- Rejon nr 5 (opierał się na strukturach OJN): Kalisz, Konin, Koło, Turek – por. Antoni Strzelczyk ps. „Kazimierz”
- Rejon nr 6: Środa, Września, Gniezno, część pow. Mogilno i miasto Trzemeszno – Edward Nowicki ps. „Marynarz”
- Rejon nr 7: Inowrocław, Strzelno, część pow. Mogilno – T. Skrzypczyński, następnie W. Pagaziński (faktycznie w ramach Okręgu Kujawy, a po utracie samodzielności w ścisłej więzi z Okręgiem Pomorskim)
- Rejon nr 8: Bydgoszcz, Nakło – Albin Lewandowski (faktycznie w ramach Okręgu Pomorskiego)
- Rejon nr 9: Wągrowiec, Żnin, Szubin (razem z Rejonem nr 7, a potem w ramach Okręgu Kujawy)
- Rejon nr 10: Oborniki, Szamotuły, Międzychód, Czarnków, Chodzież – Józef Przybyła
- Rejon nr 11: Poznań-powiat (razem z Rejonem nr 1)

## Wydawane pisma
- „Polska Narodowa”
- „Naród w Walce” – miesięcznik dla kadry dowódczej
- „Ku Wolności”
- „Bóg i Ojczyzna”
- „Armia Narodowa”

## Członkowie
- Mścisław Frankowski - kierownik oddziału NOB Poznań Zachód